# Francesco Adolfo di Anhalt-Bernburg-Schaumburg-Hoym
Francesco Adolfo di Anhalt-Bernburg-Schaumburg-Hoym (Castello di Schaumburg, 7 luglio 1724 – Halle, 22 aprile 1784) fu un nobile dell'Anhalt-Bernburg-Schaumburg-Hoym.

## Biografia
Era figlio di Vittorio I di Anhalt-Bernburg-Schaumburg-Hoym, principe di Anhalt-Bernburg-Schaumburg-Hoym dal 1727 al 1772, e della prima moglie Carlotta Luisa di Isenburg-Birstein.
Essendo il secondo figlio maschio, alla morte del padre nel 1772 il principato venne ereditato da suo fratello maggiore Carlo Ludovico.
Si sposò il 19 ottobre 1762 a Nieder-Kaufung con la ventunenne Maria Giuseppa di Hasslingen, che lo rese padre di otto figli:
- Vittorio Federico (Halle, 28 febbraio 1764-Halle, 17 ottobre 1767);
- Carlotta Luisa (Halle, 20 aprile 1766-Halle, 6 gennaio 1776);
- Federico Francesco Cristoforo (Halle, 1º maggio 1769-Genslack, 19 novembre 1807);
- Vittoria Amalia Ernestina (Halle, 11 febbraio 1772-Vienna, 17 ottobre 1817), sposò in prime nozze il principe Carlo di Assia-Philippsthal e alla morte di questi si risposò col generale Karl Franz Eduard von Wimpffen; fu madre del generale Franz von Wimpffen.
- Adolfo Carlo Alberto (Halle, 14 luglio 1773-Halle, 7 febbraio 1776);
- Leopoldo Ludovico (Halle, 8 gennaio 1775-Halle, 28 gennaio 1776);
- Maria Enrichetta (10 febbraio 1779-Halle, 12 giugno 1780).

Essendo suo nipote Vittorio II, figlio di Carlo, morto senza figli maschi, il principato venne ereditato da suo figlio Federico Francesco che a sua volta lo trasmiese ai suoi discendenti.
Altre fonti invece attribuiscono a Vittorio II un figlio maschio, Federico, che rifiutò il ducato e venne nominato conte di Stein-Liebenstein.
Sua figlia Vittoria si sposò due volte: la prima con un membro della dinastia Hohenzollern, il Langravio Carlo d'Assia-Philippsthal; la seconda con il conte Francesco di Wimpffen.

## Ascendenza
|                                                        |                                            |                                                     | Genitori                                        |  |  | Nonni |  |  | Bisnonni                              |  |  | Trisnonni                           |  |
|                                                        |                                            |                                                     |                                                 |  |  |       |  |  | 8. Vittorio Amedeo di Anhalt-Bernburg |  |  | 16. Cristiano II di Anhalt-Bernburg |  |
|                                                        |                                            |                                                     |                                                 |  |  |       |  |  | 8. Vittorio Amedeo di Anhalt-Bernburg |  |  | 16. Cristiano II di Anhalt-Bernburg |  |
|                                                        |                                            | 17. Eleonora Sofia di Schleswig-Holstein-Sonderburg |                                                 |  |  |       |  |  | 8. Vittorio Amedeo di Anhalt-Bernburg |  |  |                                     |  |
| 4. Lebrecht di Anhalt-Zeitz-Hoym                       |                                            |                                                     |                                                 |  |  |       |  |  | 8. Vittorio Amedeo di Anhalt-Bernburg |  |  |                                     |  |
|                                                        |                                            | 9. Elisabetta del Palatinato-Zweibrücken-Veldenz    | 18. Federico del Palatinato-Zweibrücken-Veldenz |  |  |       |  |  |                                       |  |  |                                     |  |
|                                                        |                                            | 9. Elisabetta del Palatinato-Zweibrücken-Veldenz    | 18. Federico del Palatinato-Zweibrücken-Veldenz |  |  |       |  |  |                                       |  |  |                                     |  |
|                                                        |                                            | 9. Elisabetta del Palatinato-Zweibrücken-Veldenz    | 19. Anna Giuliana di Nassau-Saarbrücken         |  |  |       |  |  |                                       |  |  |                                     |  |
| 2. Vittorio I di Anhalt-Bernburg-Schaumburg-Hoym       |                                            | 9. Elisabetta del Palatinato-Zweibrücken-Veldenz    |                                                 |  |  |       |  |  |                                       |  |  |                                     |  |
|                                                        |                                            | 10. Adolfo di Nassau-Schaumburg                     | 20. Luigi Enrico di Nassau-Dillenburg           |  |  |       |  |  |                                       |  |  |                                     |  |
|                                                        |                                            | 10. Adolfo di Nassau-Schaumburg                     | 20. Luigi Enrico di Nassau-Dillenburg           |  |  |       |  |  |                                       |  |  |                                     |  |
|                                                        |                                            | 10. Adolfo di Nassau-Schaumburg                     | 21. Caterina di Sayn-Wittgenstein               |  |  |       |  |  |                                       |  |  |                                     |  |
| 5. Carlotta di Nassau-Schaumburg                       |                                            | 10. Adolfo di Nassau-Schaumburg                     |                                                 |  |  |       |  |  |                                       |  |  |                                     |  |
|                                                        |                                            | 11. Elisabetta Carlotta Melander di Holzappel       | 22. Pietro Melander di Holzappel                |  |  |       |  |  |                                       |  |  |                                     |  |
|                                                        |                                            | 11. Elisabetta Carlotta Melander di Holzappel       | 22. Pietro Melander di Holzappel                |  |  |       |  |  |                                       |  |  |                                     |  |
|                                                        |                                            | 11. Elisabetta Carlotta Melander di Holzappel       | 23. Agnese di Effern                            |  |  |       |  |  |                                       |  |  |                                     |  |
| 1. Francesco Adolfo di Anhalt-Bernburg-Schaumburg-Hoym |                                            | 11. Elisabetta Carlotta Melander di Holzappel       |                                                 |  |  |       |  |  |                                       |  |  |                                     |  |
|                                                        | 12. Giovanni Ludovico di Isenburg-Büdingen | 24. Volfango Enrico di Isenburg-Büdingen            |                                                 |  |  |       |  |  |                                       |  |  |                                     |  |
|                                                        | 12. Giovanni Ludovico di Isenburg-Büdingen | 24. Volfango Enrico di Isenburg-Büdingen            |                                                 |  |  |       |  |  |                                       |  |  |                                     |  |
|                                                        | 12. Giovanni Ludovico di Isenburg-Büdingen | 25. Maria Maddalena di Nassau-Wiesbaden             |                                                 |  |  |       |  |  |                                       |  |  |                                     |  |
| 6. Guglielmo Maurizio I di Isenburg-Büdingen-Birstein  | 12. Giovanni Ludovico di Isenburg-Büdingen |                                                     |                                                 |  |  |       |  |  |                                       |  |  |                                     |  |
|                                                        |                                            | 13. Luisa di Nassau-Dillenburg                      | 26. Luigi Enrico di Nassau-Dillenburg           |  |  |       |  |  |                                       |  |  |                                     |  |
|                                                        |                                            | 13. Luisa di Nassau-Dillenburg                      | 26. Luigi Enrico di Nassau-Dillenburg           |  |  |       |  |  |                                       |  |  |                                     |  |
|                                                        |                                            | 13. Luisa di Nassau-Dillenburg                      | 27. Caterina di Sayn-Wittgenstein               |  |  |       |  |  |                                       |  |  |                                     |  |
| 3. Carlotta Luisa di Isenburg-Büdingen-Birstein        |                                            | 13. Luisa di Nassau-Dillenburg                      |                                                 |  |  |       |  |  |                                       |  |  |                                     |  |
|                                                        |                                            | 14. Giovanni Ernesto di Isenburg-Büdingen           | 28. Volfango Ernesto I di Isenburg-Büdingen     |  |  |       |  |  |                                       |  |  |                                     |  |
|                                                        |                                            | 14. Giovanni Ernesto di Isenburg-Büdingen           | 28. Volfango Ernesto I di Isenburg-Büdingen     |  |  |       |  |  |                                       |  |  |                                     |  |
|                                                        |                                            | 14. Giovanni Ernesto di Isenburg-Büdingen           | 29. Giuliana di Sain-Wittgenstein               |  |  |       |  |  |                                       |  |  |                                     |  |
| 7. Anna Amalia di Isenburg-Büdingen                    |                                            | 14. Giovanni Ernesto di Isenburg-Büdingen           |                                                 |  |  |       |  |  |                                       |  |  |                                     |  |
|                                                        |                                            | 15. Maria Carlotta di Erbach-Schönberg              | 30. Giorgio Alberto I di Erbach-Schönberg       |  |  |       |  |  |                                       |  |  |                                     |  |
|                                                        |                                            | 15. Maria Carlotta di Erbach-Schönberg              | 30. Giorgio Alberto I di Erbach-Schönberg       |  |  |       |  |  |                                       |  |  |                                     |  |
|                                                        |                                            | 15. Maria Carlotta di Erbach-Schönberg              | 31. Maddalena di Nassau-Dillenburg              |  |  |       |  |  |                                       |  |  |                                     |  |
|                                                        |                                            | 15. Maria Carlotta di Erbach-Schönberg              |                                                 |  |  |       |  |  |                                       |  |  |                                     |  |